# Ain't 2 Proud 2 Beg
Ain't 2 Proud 2 Beg è il singolo di debutto della band R&B statunitense TLC, pubblicato il 22 novembre 1991 tramite la LaFace Records, per promuovere il primo album in studio del trio, Ooooooohhh.... On the TLC Tip.
Il singolo è arrivato alla posizione numero 2 della classifica R&B di Billboard e alla numero 6 della Hot 100, aprendo così la strada per il futuro successo del gruppo; inoltre è stato certificato disco di platino dalla RIAA.

## Descrizione
Il brano è stato scritto e prodotto da Dallas Austin e contiene molti elementi della musica hip hop dei primi anni novanta.

## Accoglienza
Il singolo è entrato nella top10 della classifica R&B di Billboard il 14 marzo 1992, per poi arrivare alla posizione numero 2. Il singolo ha passato un totale di 22 settimane in questa classifica. Nella Billboard Hot 100 il singolo ha raggiunto la sesta posizione, e anche in questa classifica ha speso un totale di 22 settimane, di cui 9 passate nella top10. Con oltre il milione di copie vendute il singolo ha ricevuto la certificazione di disco di platino dalla RIAA.
Billboard ha inserito la canzone al numero 36 nella lista dei 100 singoli di maggior successo del 1992. Le TLC sono presenti nella lista con altri due singoli tratti dallo stesso album, tra cui Baby-Baby-Baby al numero 5. Nel Regno Unito il singolo è entrato nella top20, arrivando fino al numero 13.

## Riconoscimenti
Il singolo è stato nominato come Miglior canzone R&B all'edizione dei Grammy Awards 1993, però non vincendo, e arrivando seconda soltanto dietro a End of the Road, dei Boyz II Men.

## Classifiche
| Classifica (1991)                      | Posizione |
| -------------------------------------- | --------- |
| Australia                              | 28        |
| Nuova Zelanda                          | 35        |
| Paesi Bassi                            | 24        |
| Regno Unito                            | 13        |
| U.S. Billboard Hot 100                 | 6         |
| U.S. Billboard Hot R&B/Hip-Hop Songs   | 2         |
| U.S. Billboard Radio Songs             | 9         |
| U.S. Billboard Hot Dance Singles Sales | 1         |

## Tracce
US CD

(73008-24009-2; Released: 2001; Reissue)
1. "Ain't 2 Proud 2 Beg" (Album Version) - 5:39
2. "Ain't 2 Proud 2 Beg" (Smoothed Down Radio Remix) - 4:37
3. "Ain't 2 Proud 2 Beg" (Smoothed Down Extended Remix) - 5:53
4. "Ain't 2 Proud 2 Beg" (Dallas' Dirt Mix) - 5:56
5. "Ain't 2 Proud 2 Beg" (Left Eye's "3 Minutes And Counting") - 5:47
6. "Ain't 2 Proud 2 Beg" (Rap Version) - 4:52

US CD Promo

(LFPCD-4008; Released: 1991)
1. "Ain't 2 Proud 2 Beg" (Single Version) - 4:10
2. "Ain't 2 Proud 2 Beg" (Album Version) - 5:36
3. "Ain't 2 Proud 2 Beg" (Instrumental) - 5:36

US CD Promo

(LFPCD-4009; Released: 1991)
1. "Ain't 2 Proud 2 Beg" (Album Version) - 5:39
2. "Ain't 2 Proud 2 Beg" (Smoothed Down Radio Remix) - 4:37
3. "Ain't 2 Proud 2 Beg" (Smoothed Down Extended Remix) - 5:53
4. "Ain't 2 Proud 2 Beg" (Left Eye's "3 Minutes And Counting") - 5:47
5. "Ain't 2 Proud 2 Beg" (Rap Version) - 4:52

US 12" Vinyl

(73008-24009-1; Released: 1991)
Side A
1. "Ain't 2 Proud 2 Beg" (Smoothed Down Extended Remix) - 5:52
2. "Ain't 2 Proud 2 Beg" (Album Version) - 5:38

Side B
1. "Ain't 2 Proud 2 Beg" (Dallas' Dirt Mix) - 5:52
2. "Ain't 2 Proud 2 Beg" (Left Eye's "3 Minutes And Counting") - 5:41
3. "Ain't 2 Proud 2 Beg" (Rap Version) - 4:51
4. "Ain't 2 Proud 2 Beg" (Instrumental) - 5:37

UK CD

(665 265; Released: 1991)
1. "Ain't 2 Proud 2 Beg" (U.S. 7" Edit) - 4:10
2. "Ain't 2 Proud 2 Beg" (Skratch 7" Edit) - 4:20
3. "Ain't 2 Proud 2 Beg" (Ben Liebrand 12" Club Mix) - 6:20
4. "Ain't 2 Proud 2 Beg" (Smoothed Down Extended Remix) - 5:55

UK CD

(665 265; Released: 1991)
1. "Ain't 2 Proud 2 Beg" (U.S. 7" Edit)
2. "Ain't 2 Proud 2 Beg" (Skratch Mix 7" Edit)
3. "Ain't 2 Proud 2 Beg" (Smoothed Down Extended Mix)
4. "Ain't 2 Proud 2 Beg" (Ben Liebrand 12" Club Mix)
5. "Ain't 2 Proud 2 Beg" (Left Eye's "3 Minutes And Counting")

UK 12" Vinyl

(615 265; Released: 1991)
Side A
1. "Ain't 2 Proud 2 Beg" (Smoothed Down Extended Remix)
2. "Ain't 2 Proud 2 Beg" (Left Eye's "3 Minutes And Counting")
3. "Ain't 2 Proud 2 Beg" (Rap Version)

Side B
1. "Ain't 2 Proud 2 Beg" (Ben Liebrand 12" Club Mix)
2. "Ain't 2 Proud 2 Beg" (Ben Liebrand 12" Dub Mix)

UK 12" Vinyl Promo

(TLC 1; Released: 1991)
Side A
1. "Ain't 2 Proud 2 Beg" (Smoothed Down Extended Remix)
2. "Ain't 2 Proud 2 Beg" (Left Eye's "3 Minutes And Counting")
3. "Ain't 2 Proud 2 Beg" (Rap Version)

Side B
1. "Ain't 2 Proud 2 Beg" (Ben Liebrand 12" Club Mix)
2. "Ain't 2 Proud 2 Beg" (Ben Liebrand 12" Dub Mix)

DEU 7" Vinyl

(115 265; Released: 1991)
Side A
1. "Ain't 2 Proud 2 Beg" (U.S. 7" Edit) - 4:10

Side B
1. "Ain't 2 Proud 2 Beg" (Skratch 7" Edit) - 4:20

DEU 12" Vinyl

(615 265; Released: 1991)
Side A
1. "Ain't 2 Proud 2 Beg" (Ben Liebrand 12" Club Mix) - 6:20
2. "Ain't 2 Proud 2 Beg" (Ben Liebrand 12" Dub MIx) - 5:44

Side B
1. "Ain't 2 Proud 2 Beg" (Smoothed Down Extended Remix) - 5:55